# أندري بتروف
أندري بتروف هو منافس ألعاب قوى أوزبكستاني، ولد في 13 أكتوبر 1986.

## وصلات خارجية
- أندري بتروف على موقع الاتحاد الدولي لألعاب القوى (الإنجليزية)
- أندري بتروف على موقع أوليمبيديا (الإنجليزية)